# Troy Halpin
Troy Halpin (Newcastle, Australia, 17 de agosto de 1973) es un exfutbolista y entrenador de fútbol de Australia que jugaba en la posición de centrocampista.

## Carrera

### Club
| Periodo   | Club                   | Apariciones | Goles |
| --------- | ---------------------- | ----------- | ----- |
| 1989-1991 | Newcastle Austral      | 40          | 18    |
| 1991-1994 | Newcastle Breakers     | 32          | 10    |
| 1994      | Wollongong Wolves      | 4           | 0     |
| 1995–1998 | Newcastle Breakers     | 55          | 10    |
| 1998      | Stirling Lions         | 23          | 9     |
| 1998-2000 | Perth Glory            | 68          | 6     |
| 2000-2004 | Sydney Olympic         | 93          | 4     |
| 2004-2005 | Johor FA               | 18          | 4     |
| 2005-2006 | Sydney United          | 20          | 5     |
| 2007-2009 | Toronto Awaba Stags FC | 34          | 9     |
| 2010-2012 | Edgeworth Eagles FC    | 25          | 6     |

### Selección nacional
A nivel de selecciones menores jugó para Australia en seis ocasiones y anotó un gol con la selección sub-21. Jugó con Australia en 12 ocasiones de 1998 a 2002 y anotó tres goles; fue finalista de la Copa de las Naciones de la OFC 1998.

### Entrenador
| Periodo   | Club                                        |
| --------- | ------------------------------------------- |
| 2007–2009 | Toronto Awaba Stags FC (jugador-entrenador) |